# 淡花地杨梅
淡花地杨梅（学名：Luzula pallescens）为灯心草科地杨梅属下的一个种。

## 扩展阅读
- 維基物種上的相關：淡花地杨梅